# Satyrus luxurians
Satyrus luxurians är en fjärilsart som beskrevs av Holik 1949. Satyrus luxurians ingår i släktet Satyrus och familjen praktfjärilar. Inga underarter finns listade.